# Sfântu Gheorghe (Ialomița)
Sfântu Gheorghe è un comune della Romania di 2 001 abitanti, ubicato nel distretto di Ialomița, nella regione storica della Muntenia.
Il comune è formato dall'unione di 3 villaggi: Butoiu, Malu, Sfântu Gheorghe.